# Baššār ibn-Burd
'Baššār ibn Burd (714-784) (بشار بن برد‎) numit și "al-Mura'ath", a fost un poet de tranziție, el activând spre sfârșitul epocii Umayade și în începutul perioadei Abbaside . Baššār a fost de origine persană , bunicul său fiind întemnițat ca și prizonier în Irak, iar tatăl sau Mawla era un om liber din tribul Uqayl. Câțiva profesori l-au considerat pe Bashar primul poet “modern” și unul dintre fondatorii curentului badi’  în literatura arabă. A fost o influență foarte puternică pentru generațiile de poeți ce au urmat.

## Viața
Despre Baššār se cunoaște faptul că era orb din naștere și urât din punct de vedere al aspectului fizic. Cu toate acestea, faptul că a trăit într-un mediu bogat din punct de vedere cultural, în inima orașului Basra, a reușit să își descopere talentul poetic încă de la o vârstă fragedă. Baššār a avut divergente cu cateva figure religioase, precum Malik ibn Dinar și al-Hasan al-Basri , cei  2 condamnând creația lui Baššār deoarece o considereau lipsită de moralitate. Adesea, așa cum se obișnuia în acele vremuri, și Baššār s-a duelat în arta Hija’ . De asemenea era anti- Mu ‘tazil, criticând la rândul său pe Wasil ibn Ata , care era în mare parte considerat fondator al școlii teologice Mu ‘tazil .
După ce Abbasizi au construit Baghdad-ul, Baššār s-a mutat de la Basra începând cu anul 762. A devenit partener al califului al-Mahdi . Este nevoit să renunțe la firea sa libertină în momentul în care califul îi poruncește să nu mai scrie poezii de dragoste. Dar talentul nu i-a permis să se țină departe de această ramură și odată cu încălcarea vorbei califului este acuzat de erezie și zindiq-ism  ( denumire folosită de musulmani pentru a îi desemna pe cei care avea o gândire prea liberă și promovau idei care nu se încadrau în barierele viziunilor islamice. Erau denumiti atei, heretici. ), întemnițat, bătut până la moarte, iar trupul său aruncat în râul Tigru.

## Contextul literar
Poezia preislamică din perioada eroică a jahiliiyei a constituit un model pentru barzii ummayazi, ale căror imitații erau privite de poeții abbasizi drept opere clasice. Spiritul pios al noului regim abbasid, influențele culturale și religioase străine, mai ales persane, și obiceiul califilor de a cultiva poeți de curte, de la care așteptau imnuri de laudă au determinat abaterea de la căile bătute ale clasicismului și apariția unor noi forme de expresie poetică. Totuși, poezia s-a dovedit a fi cea mai conservatoare dintre artele arabe. Secole de-a rândul, poezia nu a încetat să exprime spiritul deșertului. Chiar versificatori moderni de la Cairo, Damasc și Bagdad nu consideră anacronic să își înceapă odele adresându-se urmelor (aTlaal) tribului iubitei, ai cărei ochi sunt asemuiți și acum cu cei ai unei vaci sălbatice (maha). În afară de poezie, dreptul – în special reglementările maritale – este poate singurul domeniu în care s-au păstrat clar elemente ale vieții din deșert.
Primul reprezentant al noului stil în poezie a fost persanul orb Baššār ibn-Burd, condamnat la moarte în timpul lui al-Mahdi (783), după unii, pentru că l-ar fi ironizat pe vizir, dar cel mai probabil pentru zindiiq-ism, respectiv convingerile sale zoroastriene și maniheiste. Baššār, care odată i-a mulțumit lui Dumnezeu că l-a făcut orb, „așa încât să nu-l văd pe cel pe care îl urăsc”, s-a răzvrătit împotriva formelor arhaice ale poeziei.
Majoritatea lucrărilor sale de Hija’  (opere satirice) sunt într-un stil tradițional, în timp ce fak  exprimă cu exactitate sentimentele sale în calitate de Shu’ubi  (non-musulman), mai ales atunci când lauda, munca și succesul strămoșilor săi persani, denigrând tot odată “arabii necivilizați” .  Următorul extract din lucrarea sa  demonstrează înclinație spre Zoroastrism , asemenea strămoșilor săi persani, în defavoarea Islamului, el preferând o zeitate a focului .
الارض مظلمة و النار مشرقة
والنار معبودة مذكانت النار
În cele din urmă , Bashar ibn Burd a fost declarant heretic, acuzat de blasfemie, și a fost executat de însuși califul al-Mahdi.